# OpenStack
OpenStack е безплатна платформа за изчисления в облак с отворен код. Използва се най-вече като инфраструктура като услуга (IaaS) в публични и частни облаци, където се създават виртуални сървъри и други ресурси за потребителите. Софтуерната платформа е съставена от взаимосвързани компоненти, които контролират съвкупности (pools) от разнообразен хардуер за обработка, съхранение и работа в мрежа чрез център за данни. Потребителите могат да го управляват чрез уеб интерфейс, интерфейс с команден ред или REST услуги.
OpenStack води началото си от октомври 2010 г., когато е съвместен проект между Rackspace и НАСА. През септември 2012 г. е основана OpenStack Foundation – юридическо лице с нестопанска цел, която поема контрола над проекта и започва да го популяризира. Към 2018 г. към проекта вече са се присъединили над 500 компании.